# Distrito electoral de Fifteen (condado de Box Butte, Nebraska)
Fifteen (en inglés: Fifteen Precinct) es un distrito electoral ubicado en el condado de Box Butte en el estado estadounidense de Nebraska. En el Censo de 2010 tenía una población de 1468 habitantes y una densidad poblacional de 1,06 personas por km².

## Geografía
Fifteen se encuentra ubicado en las coordenadas 42°18′52″N 103°10′49″O / 42.31444, -103.18028. Según la Oficina del Censo de los Estados Unidos, Fifteen tiene una superficie total de 1385.77 km², de la cual 1385.73 km² corresponden a tierra firme y (0%) 0.03 km² es agua.

## Demografía
Según el censo de 2010, había 1468 personas residiendo en Fifteen. La densidad de población era de 1,06 hab./km². De los 1468 habitantes, Fifteen estaba compuesto por el 97.48% blancos, el 0.2% eran afroamericanos, el 0.82% eran amerindios, el 0.07% eran asiáticos, el 0.14% eran de otras razas y el 1.29% pertenecían a dos o más razas. Del total de la población el 2.93% eran hispanos o latinos de cualquier raza.